# Эронсон, Пакстен
Па́кстен Рид Э́ронсон (англ. Paxten Reid Aaronson; родился 26 августа 2003, Медфорд, Нью-Джерси) — американский футболист, полузащитник немецкого клуба «Айнтрахт» (Франкфурт) и сборной США.

## Клубная карьера
Воспитанник футбольной академии клуба «Филадельфия Юнион». 22 июля 2020 года дебютировал за клуб «Филадельфия Юнион II» (резервную команду клуба «Филадельфия Юнион») в матче Чемпионшипа ЮСЛ против клуба «Нью-Йорк Ред Буллз II».
19 августа 2020 года подписал профессиональный контракт с «Филадельфия Юнион», вступающий в силу 1 января 2021 года, став 15-м в истории клуба доморощенным игроком. 30 мая 2021 года дебютировал в основном составе «Филадельфия Юнион» в матче MLS против «Портленд Тимберс». 8 августа 2021 года впервые вышел в стартовом составе «Филадельфии» в матче против клуба «Нью-Инглэнд Революшн», отметившись забитым мячом. Его дебютный гол за клуб был признан лучшим голом недели в MLS.
17 ноября 2022 года перешёл в клуб чемпионата Германии «Айнтрахт Франкфурт», подписав контракт до лета 2027 года, по сведениям источников, за 4 млн долларов плюс бонусы. Дебютировал за «Айнтрахт Франкфурт» 19 марта 2023 года в матче против «Унион Берлин», заменив в конце второго тайма Марио Гётце.

## Карьера в сборной
В ноябре 2021 года дебютировал за сборную США до 20 лет. В составе сборной стал победителем молодёжного чемпионата КОНКАКАФ 2022. Был признан лучшим игроком, стал лучшим бомбардиром, забив семь мячей, и был включён в символическую сборную турнира.
18 января 2023 года был впервые вызван в сборную США, в ежегодный январский тренировочный лагерь, завершавшийся товарищескими матчами со сборными Сербии и Колумбии. 25 января в матче с сербами остался в запасе. 28 января в матче с колумбийцами, выйдя в стартовом составе, дебютировал за звёздно-полосатую дружину.

## Личная жизнь
Пакстен — младший брат футболиста Брендена Эронсона.

## Достижения

### Командные достижения
Сборная США (до 20 лет)
- Победитель молодёжного чемпионата КОНКАКАФ: 2022

### Личные достижения
- Лучший игрок молодёжного чемпионата КОНКАКАФ: 2022
- Лучший бомбардир молодёжного чемпионата КОНКАКАФ: 2022 (7 мячей)
- Член символической сборной молодёжного чемпионата КОНКАКАФ: 2022